# 2011년 세계 육상 선수권 대회
제13회 세계 육상 선수권 대회는 국제 육상 경기 연맹(IAAF)의 주관으로 2011년 8월 27일부터 9월 4일까지 대한민국 대구광역시 대구스타디움에서 열린 국제 육상 대회이다. 남자 24개, 여자 23개 등 47개 세부 종목이 치러진 이 대회에서는 미국이 총 25개(금 12, 은 8, 동 5)로 가장 많은 메달을 획득했다.
대회 기간 동안 세계 기록 1.7689개, 대회 기록 1개, 국가 기록 41개가 나왔다.

## 개요
대회이념은 꿈(Dream), 열정(Passion), 도전(Challenge)이며 대회 슬로건은 '달리자 함께 내일로'(Sprint Together for Tomorrow)선수들과 대구광역시의 열정, 도전정신을 담고 있다.

## 개최지 선정
2006년 4월 4일, IAAF는 9개국(미국, 대한민국, 오스트레일리아, 스웨덴, 스페인, 러시아, 아랍에미리트, 크로아티아, 모로코)이 2011년 육상대회 유치 의사를 밝혔다고 발표했다.

### 후보 도시
신청 마감일인 2006년 12월 1일까지 네 도시 브리즈번, 대구, 모스크바, 예테보리가 등록을 마쳤다.
브리즈번은 퀸즐랜드 스포츠 육상 센터를 주경기장으로 7월이나 8월에 선수권 대회를 열겼다고 발표했다. 이 경기장은 1982년 코먼웰스 게임과 2001년 굿윌 게임이 개최된 곳이었다. 브리즈번은 2009년 대회 때도 유치를 신청했었지만 실패했었다.
대구광역시는 2009년에 이어 두 번째 유치 신청을 했다. 2002년 FIFA 월드컵의 세 경기와 2003년 하계 유니버시아드를 개최했었다. 러시아도 모스크바의 루즈니키 스타디움을 개최 경기장으로 내세웠다. 모스크바는 1980년 하계 올림픽과 2006년 세계 실내 육상 선수권 대회를 개최했었다.
모로코의 카사블랑카, 크로아티아의 스플리트 역시 개최 후보 도시였다. 이 도시들은 2009년 세계 육상 선수권 대회 후보에서 실패했고, 결국 베를린이 선정되었다. 마드리드 또는 발렌시아가 스페인 후보일 것이라는 소문이 있었으나, 스페인은 끝내 바르셀로나를 2013년 세계 육상 선수권 대회의 후보로 결정하였다. 미국은 미국 올림픽 위원회가 2016년 하계 올림픽의 후보로 선택한 시카고, 로스엔젤레스 또는 샌프란시스코와 동일하게 같은 도시를 후보로 하려고 하였다.
1995년 세계 육상 선수권 대회와 2006년 유럽 육상 선수권 대회의 개최지인 예테보리는 원래 2011년과 2013년 세계 육상 선수권 대회 후보로 확정하려고 하다가, 2006년 12월 중반에 중단하였다.

### 최종 선정
IAAF는 2007년 3월 27일 몸바사에서 열린 총회에서 대구가 개최지로 선정되었다고 발표했다. 탈락한 모스크바와 브리즈번은 2013년 세계 육상 선수권 대회에도 유치 신청을 했다.
- 대한민국 - 대구 (선정)
- 러시아 - 모스크바 (탈락)
- 오스트레일리아 - 브리즈번 (탈락)

## 준비 과정
2007년 3월 27일 국제육상경기연맹(IAAF)이 케냐 몸바사 화이트샌즈 호텔에서 집행이사회를 열어 개최지로 확정시켰다. 자원봉사자 신청은 2010년 9월 1일부터 시작하였으며, 4개 분야 총 544명이 뽑혔다. 티켓 발매는 2010년 8월 27일부터 시작되었다.

## 선수촌/미디어촌
e편한세상 세계육상선수촌아파트(e pyenhansesang IAAF World championship Athletes Village)은 대구광역시 동구 율하동에 위치해 있으며, 대구세계육상선수권대회에 참가하는 육상 국가대표 선수들과 각국의 기자들을 수용하기 위하여 건립된다. 대림산업이 조성한 대구광역시 율하지구 내에 2011년까지 건설되었다.
대회가 끝난 후에는 일반인들에게 공급된다.
1단지
- 주소 : 대구시 동구 율하동 1402 (율하서로 85)
- 세대수 : 528세대(총9개동)
- 층수 : 13층 ~ 15층
- 준공년월 : 2011년 6월
- 세대당주차대수 : 1.87대
- 면적 : 123Bm2, 124Am2, 159Am2, 160Em2, 160Bm2, 160Cm2, 160Dm2, 186m2, 201m2
- 평형 : 37B평, 37A평, 48A평, 48E평, 48B평, 48C평, 48D평, 56평, 60평
- 용적률 : 169%
- 건폐율 : 20%
- 건설사 : 대림산업(주)
- 난방 : 개별난방, 도시가스
- 배정학교 : 율금초등학교

2단지
- 주소 : 대구시 동구 율하동 1408 (안심로16길 71)
- 세대수 : 652세대(총14개동)
- 층수 : 8층 ~ 15층
- 준공년월 : 2011년 4월
- 세대당주차대수 : 1.27대
- 면적 : 99BNm2, 99ANm2, 99CNm2, 99Am2, 99Bm2, 99Cm2, 112BNm2, 112FNm2, 112Dm2, 112Cm2, 112ANm2, 112Bm2, 112Fm2, 112Em2, 112Am2
- 평형 : 30BN평, 30AN평, 30CN평, 30A평, 30B평, 30C평, 33BN평, 34FN평, 34D평, 34C평, 34AN평, 33B평, 34F평, 34E평, 34A평
- 용적률 : 158%
- 건폐율 : 22%
- 건설사 : 대림산업, 태영건설, 케이씨씨건설(주)
- 난방 : 개별난방, 도시가스
- 배정학교 : 율금초등학교

## 경기 일정
경기 일정은 다음과 같다.
| 자 | 자격 예선 | 예 | 예선전 | 준 | 준결승전 | 결 | 결승전 |

| 날짜 →       | 27 | 27 | 28 | 28 | 28 | 29 | 29 | 29 | 30 | 30 | 31 | 31 | 1  | 1  | 2  | 2  | 3  | 3  | 4  | 4  | 4  |
| 종목 ↓       | M  | A  | M  | A  | A  | M  | A  | A  | M  | A  | M  | A  | M  | A  | M  | A  | M  | A  | M  | A  | A  |
| ------------ | -- | -- | -- | -- | -- | -- | -- | -- | -- | -- | -- | -- | -- | -- | -- | -- | -- | -- | -- | -- | -- |
| 100m         | 예 | 자 |    | 준 | 결 |    |    |    |    |    |    |    |    |    |    |    |    |    |    |    |    |
| 200m         |    |    |    |    |    |    |    |    |    |    |    |    |    |    | 자 | 준 |    | 결 |    |    |    |
| 400m         |    |    | 자 |    |    |    | 준 | 준 |    | 결 |    |    |    |    |    |    |    |    |    |    |    |
| 800m         | 자 |    |    | 준 | 준 |    |    |    |    | 결 |    |    |    |    |    |    |    |    |    |    |    |
| 1500m        |    |    |    |    |    |    |    |    | 자 |    |    |    |    | 준 |    |    |    | 결 |    |    |    |
| 5000m        |    |    |    |    |    |    |    |    |    |    |    |    | 자 |    |    |    |    |    |    | 결 | 결 |
| 10000m       |    |    |    | 결 | 결 |    |    |    |    |    |    |    |    |    |    |    |    |    |    |    |    |
| 마라톤       |    |    |    |    |    |    |    |    |    |    |    |    |    |    |    |    |    |    | 결 |    |    |
| 110m 허들    |    |    | 자 |    |    |    | 준 | 결 |    |    |    |    |    |    |    |    |    |    |    |    |    |
| 400m 허들    |    |    |    |    |    | 자 |    |    |    | 준 |    |    |    | 결 |    |    |    |    |    |    |    |
| 3000m 장애물 |    |    |    |    |    | 자 |    |    |    |    |    |    |    | 결 |    |    |    |    |    |    |    |
| 400m 계주    |    |    |    |    |    |    |    |    |    |    |    |    |    |    |    |    |    |    |    | 자 | 결 |
| 1600m 계주   |    |    |    |    |    |    |    |    |    |    |    |    | 자 |    |    | 결 |    |    |    |    |    |
| 20 km 경보   |    |    | 결 |    |    |    |    |    |    |    |    |    |    |    |    |    |    |    |    |    |    |
| 50 km 경보   |    |    |    |    |    |    |    |    |    |    |    |    |    |    |    |    | 결 |    |    |    |    |
| 멀리뛰기     |    |    |    |    |    |    |    |    |    |    |    |    | 예 |    |    | 결 |    |    |    |    |    |
| 세단뛰기     |    |    |    |    |    |    |    |    |    |    |    |    |    |    | 예 |    |    |    |    | 결 | 결 |
| 높이뛰기     |    |    |    |    |    |    |    |    | 예 |    |    |    |    | 결 |    |    |    |    |    |    |    |
| 장대높이뛰기 | 예 |    |    |    |    |    | 결 | 결 |    |    |    |    |    |    |    |    |    |    |    |    |    |
| 포환던지기   |    |    |    |    |    |    |    |    |    |    |    |    | 예 |    |    | 결 |    |    |    |    |    |
| 원반던지기   |    |    |    |    |    | 예 |    |    |    | 결 |    |    |    |    |    |    |    |    |    |    |    |
| 해머던지기   |    | 예 |    |    |    |    | 결 | 결 |    |    |    |    |    |    |    |    |    |    |    |    |    |
| 창던지기     |    |    |    |    |    |    |    |    |    |    |    |    |    | 예 |    |    |    | 결 |    |    |    |

| 날짜         | 27 | 27 | 28 | 28 | 29 | 29 | 29 | 30 | 30 | 31 | 31 | 1  | 1  | 2  | 2  | 3 | 3  | 3  | 4 | 4  | 4  |
| 종목 ↓       | M  | A  | M  | A  | M  | A  | A  | M  | A  | M  | A  | M  | A  | M  | A  | M | A  | A  | M | A  | A  |
| ------------ | -- | -- | -- | -- | -- | -- | -- | -- | -- | -- | -- | -- | -- | -- | -- | - | -- | -- | - | -- | -- |
| 100m         | 예 |    | 자 |    |    | 준 | 결 |    |    |    |    |    |    |    |    |   |    |    |   |    |    |
| 200m         |    |    |    |    |    |    |    |    |    |    |    | 자 | 준 |    | 결 |   |    |    |   |    |    |
| 400m         |    | 자 |    | 준 |    | 결 | 결 |    |    |    |    |    |    |    |    |   |    |    |   |    |    |
| 800m         |    |    |    |    |    |    |    |    |    |    |    | 자 |    |    | 준 |   |    |    |   | 결 | 결 |
| 1500m        |    |    | 자 |    |    |    |    |    | 준 |    |    |    | 결 |    |    |   |    |    |   |    |    |
| 5000m        |    |    |    |    |    |    |    | 자 |    |    |    |    |    |    | 결 |   |    |    |   |    |    |
| 10000m       |    | 결 |    |    |    |    |    |    |    |    |    |    |    |    |    |   |    |    |   |    |    |
| 마라톤       | 결 |    |    |    |    |    |    |    |    |    |    |    |    |    |    |   |    |    |   |    |    |
| 100m 허들    |    |    |    |    |    |    |    |    |    |    |    |    |    | 자 |    |   | 준 | 결 |   |    |    |
| 400m 허들    |    |    |    |    | 자 |    |    |    | 준 |    |    |    | 결 |    |    |   |    |    |   |    |    |
| 3000m 장애물 | 자 |    |    |    |    |    |    |    | 결 |    |    |    |    |    |    |   |    |    |   |    |    |
| 400m 계주    |    |    |    |    |    |    |    |    |    |    |    |    |    |    |    |   |    |    |   | 자 | 결 |
| 1600m 계주   |    |    |    |    |    |    |    |    |    |    |    |    |    | 자 |    |   | 결 | 결 |   |    |    |
| 20 km 경보   |    |    |    |    |    |    |    |    |    | 결 |    |    |    |    |    |   |    |    |   |    |    |
| -            |    |    |    |    |    |    |    |    |    |    |    |    |    |    |    |   |    |    |   |    |    |
| 멀리뛰기     |    | 예 |    | 결 |    |    |    |    |    |    |    |    |    |    |    |   |    |    |   |    |    |
| 세단 뛰기    |    |    |    |    |    |    |    | 예 |    |    |    |    | 결 |    |    |   |    |    |   |    |    |
| 높이뛰기     |    |    |    |    |    |    |    |    |    |    |    | 예 |    |    |    |   | 결 | 결 |   |    |    |
| 장대높이뛰기 |    |    | 예 |    |    |    |    |    | 결 |    |    |    |    |    |    |   |    |    |   |    |    |
| 포환던지기   |    |    | 예 |    |    | 결 | 결 |    |    |    |    |    |    |    |    |   |    |    |   |    |    |
| 원반던지기   | 예 |    |    | 결 |    |    |    |    |    |    |    |    |    |    |    |   |    |    |   |    |    |
| 해머던지기   |    |    |    |    |    |    |    |    |    |    |    |    |    | 예 |    |   |    |    |   | 결 | 결 |
| 창던지기     |    |    |    |    |    |    |    |    |    |    |    | 예 |    |    | 결 |   |    |    |   |    |    |

## 경기 결과

### 남자

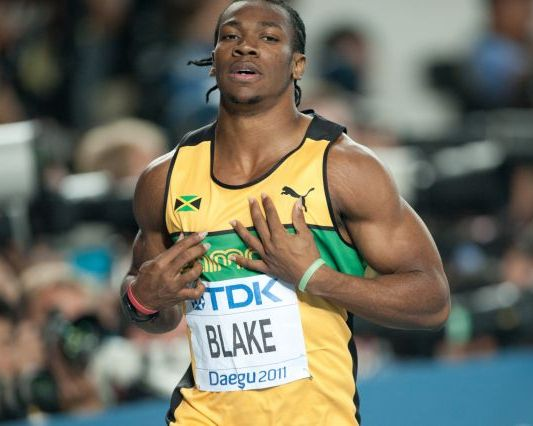
남자 100m에서 우승한 자메이카의 요한 블레이크

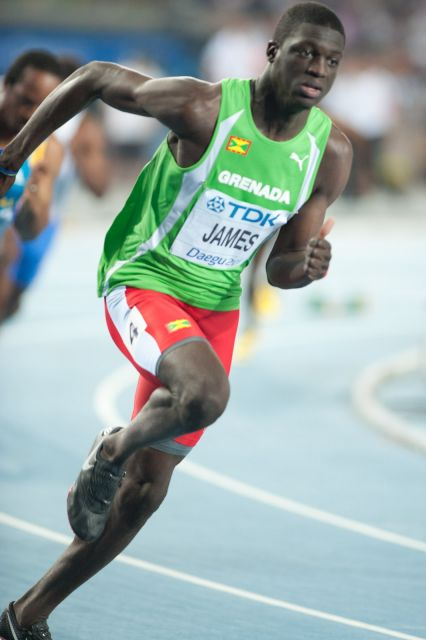
남자 400m 우승 선수, 그레나다의 키라니 제임스

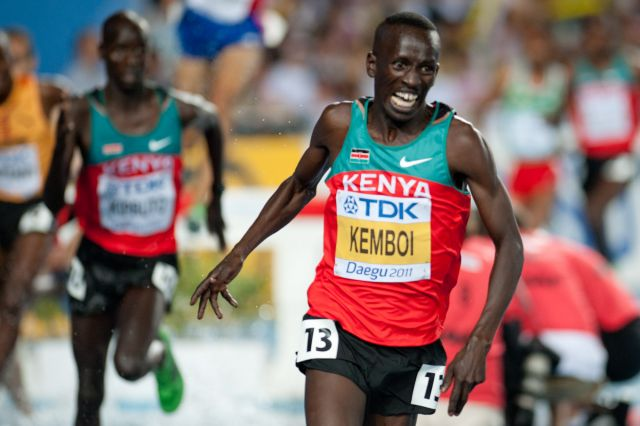
케냐의 에즈키엘 켐보이는 장애물 경주 타이틀을 지켰다.

트랙 경기
| 종목                     | 금                                                                     | 금      | 은                                                                                       | 은      | 동                                                                              | 동      |
| ------------------------ | ---------------------------------------------------------------------- | ------- | ---------------------------------------------------------------------------------------- | ------- | ------------------------------------------------------------------------------- | ------- |
| 100m 자세히              | 요한 블레이크 자메이카                                                 | 9.92    | 월터 딕스 미국                                                                           | 10.08   | 킴 콜린스 세인트키츠 네비스                                                     | 10.09   |
| 200m 자세히              | 우사인 볼트 자메이카                                                   | 19.40   | 월터 딕스 미국                                                                           |         | 크리스트프 르메트르 프랑스                                                      | 19.80   |
| 400m 자세히              | 키라니 제임스 그레나다                                                 |         | 라숀 메리트 미국                                                                         |         | 케빈 보를레 벨기에                                                              |         |
| 800m 자세히              | 데이비드 레쿠타 루디샤 케냐                                            | 1:43.91 | 아부바카르 카키 수단                                                                     | 1:44.41 | 유리 보르자콥스키 러시아                                                        | 1:44.49 |
| 1,500m 자세히            | 아스벨 키로프 케냐                                                     |         | 실라스 키플라가트 케냐                                                                   |         | 매슈 센트로위츠 미국                                                            |         |
| 5,000m 자세히            | 모 패러 영국                                                           |         | 버나드 라가트 미국                                                                       |         | 데옌 게브르메스켈 에티오피아                                                    |         |
| 10,000m 자세히           | 이브라힘 제일란 에티오피아                                             |         | 모 패러 영국                                                                             |         | 이마네 메르가 에티오피아                                                        |         |
| 마라톤 자세히            | 아벨 키루이 케냐                                                       |         | 빈센트 키프루토 케냐                                                                     |         | 페이사 릴레사 에티오피아                                                        |         |
| 110m 허들 자세히         | 제이슨 리처드슨 미국                                                   |         | 류샹 중국                                                                                |         | 앤디 터너 영국                                                                  |         |
| 400m 허들 자세히         | 데이비드 그린 영국                                                     |         | 하비에르 컬슨 푸에르토리코                                                               |         | L. J. 반 질 남아프리카 공화국                                                   |         |
| 3,000m 장애물경주 자세히 | 에즈키엘 켐보이 케냐                                                   |         | 브리민 키프루토 케냐                                                                     |         | 마히딘 메키시 프랑스                                                            |         |
| 20km 경보 자세히         | 루이스 페르난도 로페스 콜롬비아                                        |         | 왕전 중국                                                                                |         | 김현섭 대한민국                                                                 | 1:21:17 |
| 50km 경보 자세히         | 데니스 니제고로도프 러시아                                             |         | 재러드 탤런트 오스트레일리아                                                             |         | 쓰톈펑 중국                                                                     |         |
| 400m 이어달리기 자세히   | 자메이카 네스타 카터 마이클 프래터 요한 블레이크 우사인 볼트 덱스터 리 | 37.04   | 프랑스 테디 틴마르 크리스토프 르메트르 야니크 르수르 지미 비코                           | 38.20   | 세인트키츠 네비스 제이슨 로저스 킴 콜린스 앤트완 로런스 브리제시 로런스         |         |
| 1600m 이어달리기 자세히  | 미국 그레그 닉슨 버숀 잭슨 앤젤로 테일러 라숀 메리트                   |         | 남아프리카 공화국 셰인 빅터 오펜체 모가와네 빌렘 데 비어 L. J. 반 질 오스카 피스토리우스 |         | 자메이카 앨로딘 포서길 저메인 곤절러스 라이커 힐턴 리퍼드 그린 랜스퍼드 스펜스* | 3:00.10 |

필드 경기
| 종목                | 금                             | 은                           | 동                           |
| ------------------- | ------------------------------ | ---------------------------- | ---------------------------- |
| 높이뛰기 자세히     | 제시 윌리엄스 미국             | 알렉세이 드미트리크 러시아   | 트레버 배리 바하마           |
| 장대높이뛰기 자세히 | 파베우 보이치에호프스키 폴란드 | 라사로 보르헤스 쿠바         | 르노 라빌레니 프랑스         |
| 멀리뛰기 자세히     | 드와이트 필립스 미국           | 미첼 와트 오스트레일리아     | 은고니자셰 마쿠샤 짐바브웨   |
| 세단뛰기 자세히     | 크리스천 테일러 미국           | 필립스 이도우 영국           | 윌 클레이 미국               |
| 포환던지기 자세히   | 다비트 슈토를 독일             | 딜런 암스트롱 캐나다         | 크리스천 캔트웰 미국         |
| 원반던지기 자세히   | 로베르트 하르팅 독일           | 게르드 칸테르 에스토니아     | 에산 하다디 이란             |
| 창던지기 자세히     | 마티아스 데 초르도 독일        | 안드레아스 토르킬센 노르웨이 | 기예르모 마르티네스 쿠바     |
| 해머던지기 자세히   | 무로후시 고지 일본             | 퍼르시 크리스티안 헝가리     | 프리모주 코즈무스 슬로베니아 |
| 10종경기 자세히     | 트레이 하디 미국               | 애시턴 이턴 미국             | 레오넬 수아레스 쿠바         |

### 여자
트랙 경기
| 종목                     | 금                                                                                                 | 은 | 동                                                                           |
| ------------------------ | -------------------------------------------------------------------------------------------------- | --- | ---------------------------------------------------------------------------- |
| 100m 자세히              | 카멜리타 지터 미국                                                                                 | 베로니카 캠벨브라운 자메이카                                                                                 | 켈리앤 뱁티스트 트리니다드 토바고                                            |
| 200m 자세히              | 베로니카 캠벨브라운 자메이카                                                                       | 카멜리타 지터 미국                                                                                           | 앨리슨 펠릭스 미국                                                           |
| 400m 자세히              | 어맨틀 몬트쇼 보츠와나                                                                             | 앨리슨 펠릭스 미국                                                                                           | 프랜세나 매코로리 미국                                                       |
| 800m 자세히              | 캐스터 세메냐 남아프리카 공화국                                                                    | 저네스 젭코스게이 케냐                                                                                       | 알리시아 몬타뇨 미국                                                         |
| 1,500m 자세히            | 제니퍼 심프슨 미국                                                                                 | 해나 잉글랜드 영국                                                                                           | 나탈리아 로드리게스 스페인                                                   |
| 5,000m 자세히            | 비비언 체루이요트 케냐                                                                             | 실비아 제비워트 키베트 케냐                                                                                  | 메세레트 데파르 에티오피아                                                   |
| 10,000m 자세히           | 비비언 체루이요트 케냐                                                                             | 샐리 키피에고 케냐                                                                                           | 리넷 마사이 케냐                                                             |
| 마라톤 자세히            | 에드나 키플라가트 케냐                                                                             | 프리스카 제프투 케냐                                                                                         | 섀런 체로프 케냐                                                             |
| 100m 허들 자세히         | 샐리 피어슨 오스트레일리아                                                                         | 대니엘 케러더스 미국                                                                                         | 돈 하퍼 미국                                                                 |
| 400m 허들 자세히         | 러신다 디머스 미국                                                                                 | 밀레인 워커 자메이카                                                                                         | 나탈리야 안튜흐 러시아                                                       |
| 3,000m 장애물경주 자세히 | 하비바 그리비 튀니지                                                                               | 밀카 체모스 체이와 케냐                                                                                      | 머시 완지쿠 케냐                                                             |
| 20km 경보 자세히         | 류훙 중국                                                                                          | 엘리사 리가우도 이탈리아                                                                                     | 체양선제 중국                                                                |
| 400m 이어달리기 자세히   | 미국 비앙카 나이트 앨리슨 펠릭스 카멜리타 지터 샬론다 솔로몬 알렉산드리아 앤더슨                   | 자메이카 셸리앤 프레이저프라이스 케런 스튜어트 베로니카 캠벨브라운 주라 레비                                 | 우크라이나 올레샤 포우흐 나탈리야 포흐레브냐크 마리야 레멘 흐리스티나 스투이 |
| 1600m 이어달리기 자세히  | 미국 사냐 리처드로스 앨리슨 펠릭스 제시카 베어드 프랜세나 매코로리 너태샤 헤이스팅스 케시아 베이커 | 자메이카 로즈마리 화이트 데이비타 프렌더개스트 노블렌 윌리엄스밀스 셰리카 윌리엄스 셰리파 로이드 퍼트리샤 홀 | 영국 페리 셰이크스드레이턴 니컬라 샌더스 크리스틴 오후루오구 리 매코넬       |

필드 경기
| 종목                | 금                       | 은                              | 동                                 |
| ------------------- | ------------------------ | ------------------------------- | ---------------------------------- |
| 높이뛰기 자세히     | 안나 치체로바 러시아     | 블란카 블라시치 크로아티아      | 안토니에타 디 마르티노 이탈리아    |
| 장대높이뛰기 자세히 | 파비아나 무레르 브라질   | 마르티나 슈트루츠 독일          | 스베틀라나 페오파노바 러시아       |
| 멀리뛰기 자세히     | 브리트니 리즈 미국       | 이네타 라데비차 라트비아        | 나스타샤 미론치크이바노바 벨라루스 |
| 세단뛰기 자세히     | 올하 살라두하 우크라이나 | 올가 리파코바 카자흐스탄        | 카테리네 이바르궨 콜롬비아         |
| 포환던지기 자세히   | 리옌펑 중국              | 나딘 뮐러 독일                  | 야렐리스 마리오스 쿠바             |
| 원반던지기 자세히   | 밸러리 애덤스 뉴질랜드   | 나제야 오스탑추크 벨라루스      | 질리안 카마레나윌리엄스 미국       |
| 창던지기 자세히     | 바르보라 슈포타코바 체코 | 수네트 빌조엔 남아프리카 공화국 | 크리스티나 오베르크푈 독일         |
| 해머던지기 자세히   | 타티야나 리센코 러시아   | 베티 하이들러 독일              | 장원슈 중국                        |
| 7종경기 자세히      | 제시카 에니스 영국       | 예니퍼 외저 독일                | 카롤리나 티민스카 폴란드           |
| 800m 휠체어 자세히  | 다이앤 로이 캐나다       | 쓰지다 와카코 일본              | 로첼 우즈 영국                     |

## 메달 집계
| 순위 | 나라              | 금 | 은 | 동 | 합계 |
| 1    | 미국              | 12 | 8  | 8  | 28   |
| 2    | 케냐              | 7  | 8  | 3  | 18   |
| 3    | 자메이카          | 4  | 4  | 1  | 9    |
| 4    | 독일              | 3  | 4  | 1  | 8    |
| 5    | 영국              | 3  | 3  | 2  | 8    |
| 6    | 러시아            | 3  | 1  | 3  | 7    |
| 7    | 중국              | 2  | 2  | 3  | 7    |
| 8    | 남아프리카 공화국 | 1  | 2  | 1  | 4    |
| 9    | 오스트레일리아    | 1  | 2  | 0  | 3    |
| 10   | 에티오피아        | 1  | 0  | 4  | 5    |
| 11   | 콜롬비아          | 1  | 0  | 1  | 2    |
| 11   | 폴란드            | 1  | 0  | 1  | 2    |
| 11   | 우크라이나        | 1  | 0  | 1  | 2    |
| 14   | 보츠와나          | 1  | 0  | 0  | 1    |
| 14   | 브라질            | 1  | 0  | 0  | 1    |
| 14   | 체코              | 1  | 0  | 0  | 1    |
| 14   | 그레나다          | 1  | 0  | 0  | 1    |
| 14   | 일본              | 1  | 0  | 0  | 1    |
| 14   | 뉴질랜드          | 1  | 0  | 0  | 1    |
| 14   | 튀니지            | 1  | 0  | 0  | 1    |
| 21   | 쿠바              | 0  | 1  | 3  | 4    |
| 21   | 프랑스            | 0  | 1  | 3  | 4    |
| 23   | 벨라루스          | 0  | 1  | 1  | 2    |
| 23   | 이탈리아          | 0  | 1  | 1  | 2    |
| 25   | 캐나다            | 0  | 1  | 0  | 1    |
| 25   | 크로아티아        | 0  | 1  | 0  | 1    |
| 25   | 에스토니아        | 0  | 1  | 0  | 1    |
| 25   | 헝가리            | 0  | 1  | 0  | 1    |
| 25   | 카자흐스탄        | 0  | 1  | 0  | 1    |
| 25   | 라트비아          | 0  | 1  | 0  | 1    |
| 25   | 노르웨이          | 0  | 1  | 0  | 1    |
| 25   | 푸에르토리코      | 0  | 1  | 0  | 1    |
| 25   | 수단              | 0  | 1  | 0  | 1    |
| 34   | 세인트키츠 네비스 | 0  | 0  | 2  | 2    |
| 35   | 바하마            | 0  | 0  | 1  | 1    |
| 35   | 벨기에            | 0  | 0  | 1  | 1    |
| 35   | 이란              | 0  | 0  | 1  | 1    |
| 35   | 대한민국          | 0  | 0  | 1  | 1    |
| 35   | 슬로베니아        | 0  | 0  | 1  | 1    |
| 35   | 스페인            | 0  | 0  | 1  | 1    |
| 35   | 트리니다드 토바고 | 0  | 0  | 1  | 1    |
| 35   | 짐바브웨          | 0  | 0  | 1  | 1    |

## 대회 참가국
203개국 1,945명(남자 1,046명ㆍ여자 899명)의 선수가 출전한다.
| - 1. 아프가니스탄 (1) - 2. 알바니아 (1) - 3. 알제리 (10) - 4. 아메리칸사모아 (2) - 5. 앙골라 (2) - 6. 앵귈라 (2) - 7. 앤티가 바부다 (2) - 8. 아르헨티나 (6) - 9. 아르메니아 (2) - 10. 아루바 (2) - 11. 오스트레일리아 (47) - 12. 오스트리아 (4) - 13. 아제르바이잔 (1) - 14. 바하마 (18) - 15. 바레인 (13) - 16. 방글라데시 (1) - 17. 바베이도스 (4) - 18. 벨라루스 (23) - 19. 벨기에 (11) - 20. 벨리즈 (2) - 21. 베냉 (2) - 22. 버뮤다 (1) - 23. 부탄 (1) - 24. 볼리비아 (2) - 25. 보스니아 헤르체고비나 (2) - 26. 보츠와나 (3) - 27. 브라질 (31) - 28. 영국령 버진아일랜드 (1) - 29. 브루나이 (1) - 30. 불가리아 (7) - 31. 부르키나파소 (2) - 32. 부룬디 (2) - 33. 캄보디아 (1) - 34. 카메룬 (2) - 35. 캐나다 (34) - 36. 카보베르데 (1) - 37. 케이맨 제도 (1) - 38. 중앙아프리카 공화국 (1) - 39. 차드 (2) - 40. 칠레 (3) - 41. 중국 (58) - 42. 중화 타이베이 (8) - 43. 콜롬비아 (21) - 44. 코모로 (2) - 45. 콩고 공화국 (1) - 46. 콩고 민주 공화국 (2) - 47. 쿡 제도 (1) - 48. 코스타리카 (2) - 49. 코트디부아르 (2) - 50. 크로아티아 (6) - 51. 쿠바 (31) - 52. 키프로스 (2) - 53. 체코 (21) - 54. 덴마크 (6) - 55. 지부티 (2) - 56. 도미니카 연방 (1) - 57. 도미니카 공화국 (4) - 58. 에콰도르 (6) - 59. 이집트5) - 60. 엘살바도르 (2) - 61. 적도 기니 (2) - 62. 에리트레아 (9) - 63. 에스토니아 (10) - 64. 에티오피아 (42) - 65. 미크로네시아 연방 (2) - 66. 피지 (1) - 67. 핀란드 (17) - 68. 프랑스 (46) - 69. 프랑스령 폴리네시아 (1) - 70. 가봉 (2) | - 71. 감비아 (2) - 72. 독일 (78) - 73. 가나 (7) - 74. 지브롤터 (1) - 75. 영국 (69) - 76. 그리스 (12) - 77. 그레나다 (3) - 78. 괌 (2) - 79. 과테말라 (2) - 80. 기니 (2) - 81. 기니비사우 (2) - 82. 가이아나 (1) - 83. 아이티 (3) - 84. 온두라스 (2) - 85. 홍콩 (2) - 86. 헝가리 (12) - 87. 아이슬란드 (2) - 88. 인도 (8) - 89. 인도네시아 (2) - 90. 이란 (7) - 91. 이라크 (2) - 92. 아일랜드 (17) - 93. 이스라엘 (5) - 94. 이탈리아 (33) - 95. 자메이카 (51) - 96. 일본 (52) - 97. 카자흐스탄 (14) - 98. 케냐 (48) - 99. 키리바시 (2) - 100. 대한민국 (63) (개최국) - 101. 쿠웨이트 (1) - 102. 키르기스스탄 (2) - 103. 라오스 (2) - 104. 라트비아 (13) - 105. 레바논 (1) - 106. 레소토 (2) - 107. 라이베리아 (2) - 108. 리투아니아 (15) - 109. 마카오 (1) - 110. 북마케도니아 (1) - 111. 마다가스카르 (1) - 112. 말라위 (2) - 113. 말레이시아 (2) - 114. 몰디브 (2) - 115. 말리 (2) - 116. 몰타 (2) - 117. 마셜 제도 (1) - 118. 모리타니 (2) - 119. 모리셔스 (2) - 120. 멕시코 (10) - 121. 몰도바 (3) - 122. 모나코 (1) - 123. 몽골 (2) - 124. 몬테네그로 (2) - 125. 모로코 (19) - 126. 모잠비크 (2) - 127. 미얀마 (2) - 128. 나미비아 (2) - 129. 나우루 (2) - 130. 네팔 (2) - 131. 네덜란드 (20) - 132. 뉴질랜드 (8) - 133. 니카라과 (2) - 134. 니제르 (2) - 135. 나이지리아 (14) - 136. 북마리아나 제도 (2) - 137. 노르웨이 (16) - 138. 오만 (1) - 139. 파키스탄 (1) - 140. 팔라우 (2) | - 141. 팔레스타인 (1) - 142. 파나마 (2) - 143. 파푸아뉴기니 (2) - 144. 파라과이 (1) - 145. 페루 (5) - 146. 필리핀 (2) - 147. 폴란드 (43) - 148. 포르투갈 (25) - 149. 푸에르토리코 (8) - 150. 카타르 (4) - 151. 루마니아 (8) - 152. 러시아 (83) - 153. 르완다 (2) - 154. 세인트키츠 네비스 (5) - 155. 세인트루시아 (2) - 156. 세인트빈센트 그레나딘 (2) - 157. 사모아 (1) - 158. 산마리노 (2) - 159. 상투메 프린시페 (2) - 160. 사우디아라비아 (11) - 161. 세네갈 (2) - 162. 세르비아 (9) - 163. 세이셸 (2) - 164. 시에라리온 (2) - 165. 싱가포르 (2) - 166. 슬로바키아 (8) - 167. 슬로베니아 (10) - 168. 솔로몬 제도 (2) - 169. 소말리아 (1) - 170. 남아프리카 공화국 (33) - 171. 스페인 (49) - 172. 스리랑카 (2) - 173. 수단 (3) - 174. 수리남 (2) - 175. 스와질란드 (2) - 176. 스웨덴 (17) - 177. 스위스 (19) - 178. 시리아 (1) - 179. 타지키스탄 (2) - 180. 탄자니아 (1) - 181. 태국 (8) - 182. 동티모르 (1) - 183. 토고 (1) - 184. 통가 (2) - 185. 트리니다드 토바고 (19) - 186. 튀니지 (5) - 187. 튀르키예 (21) - 188. 투르크메니스탄 (2) - 189. 터크스 케이커스 제도 (1) - 190. 투발루 (2) - 191. 우간다 (14) - 192. 우크라이나 57) - 193. 아랍에미리트 (2) - 194. 미국 (155) - 195. 우루과이 (2) - 196. 미국령 버진아일랜드 (3) - 197. 우즈베키스탄 (7) - 198. 바누아투 (2) - 199. 베네수엘라 (3) - 200. 베트남 (1) - 201. 예멘 (2) - 202. 잠비아 (3) - 203. 짐바브웨 (4) |

## 대회 상금
대회 총 상금으로 733만 6000달러의 상금이 걸려 있다.
- 개인종목: 금메달은 6만달러, 은 3만달러, 동 2만달러, 4위 1만5000달러, 5위 1만달러, 6위 6000달러, 7위 5000달러, 8위 4000달러
- 계주팀: 금메달 8만달러, 은 4만달러, 동 2만달러, 4위 1만6000달러, 5위 1만2000달러, 6위 8000달러, 7위 6000달러, 8위 4000달러
- 마라톤 단체전: 1위 2만달러, 2위 1만5000달러, 3위 1만2000달러, 4위 1만달러, 5위 8000달러, 6위 6000달러
- 세계신기록: TDK와 토요타의 후원으로 세계신기록을 세우는 선수에게 건당 10만 달러 상금을 받는다.

## 갤러리

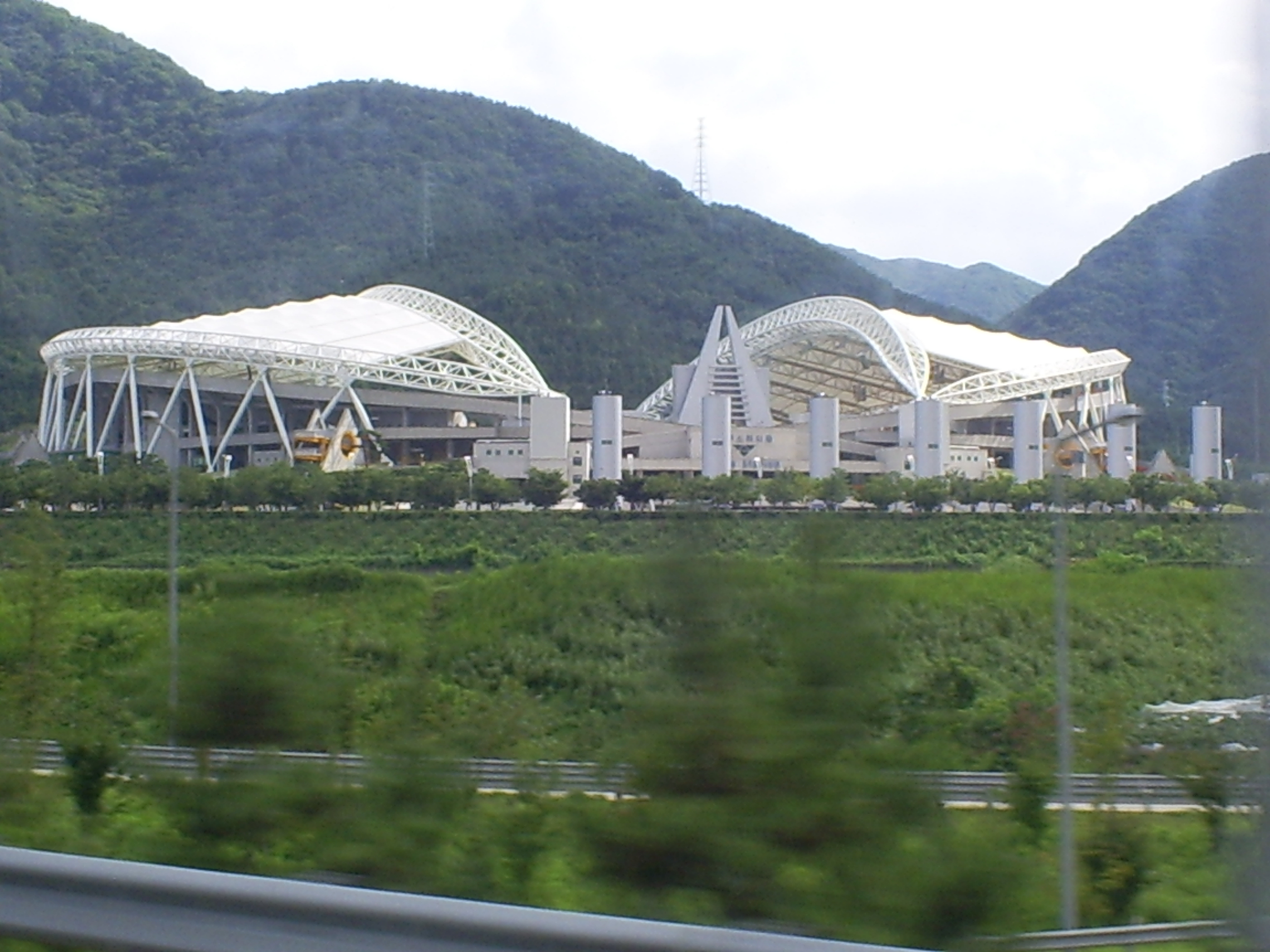
대구 스타디움
2011 대구세계육상선수권대회 마스코트 살비
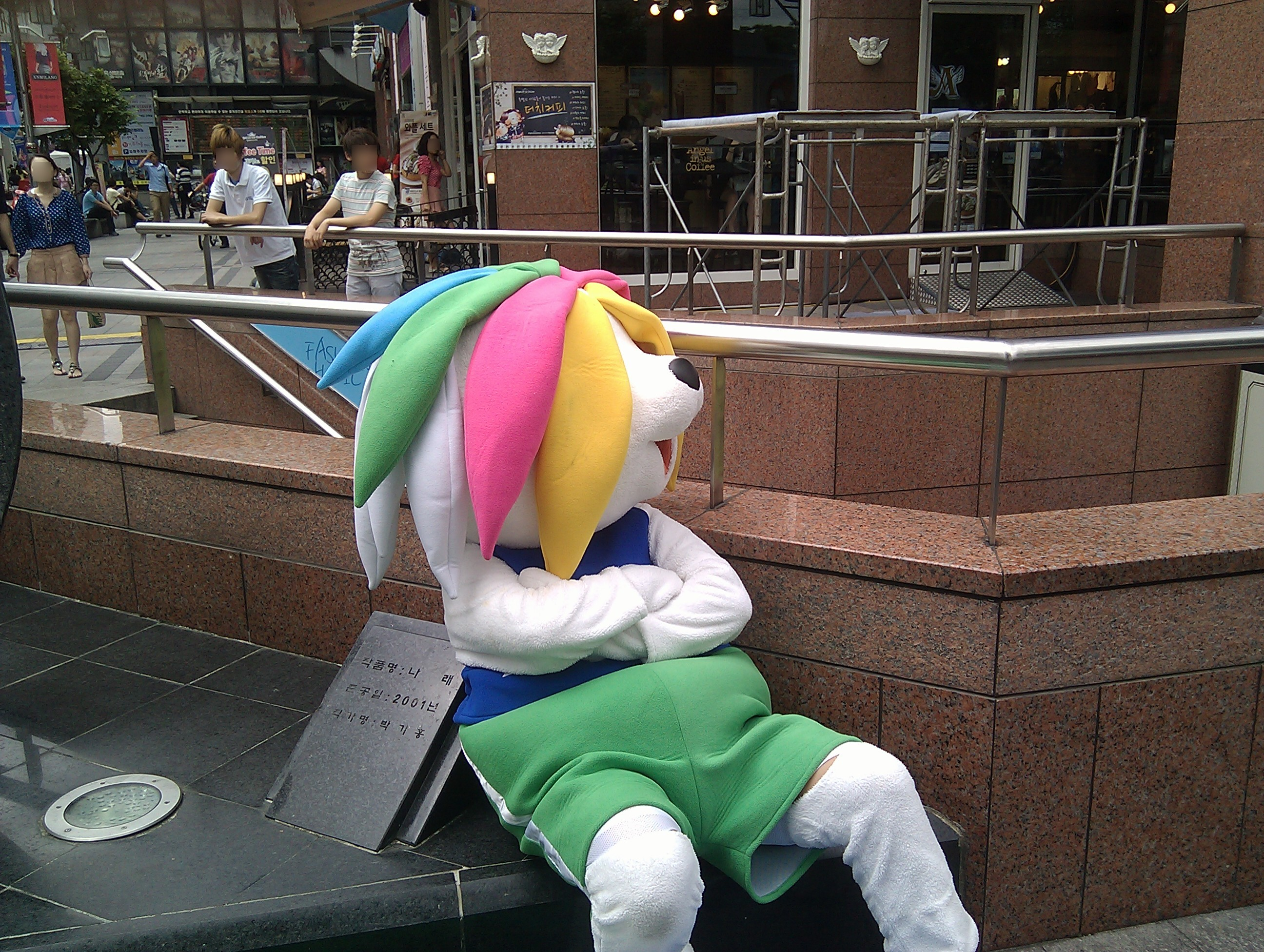
2011 대구세계육상선수권대회 마스코트 살비

## 범례
|  | 세계 신기록                  |  |                   | 아프리카 신기록 |                      | Q | 예선 통과 |
|  | 대회 신기록                  |  | 북아메리카 신기록 | DNS             | 경기를 시작하지 않음 |   |           |
|  |                              |  | 아시아 신기록     | DNF             | 경기를 마치지 않음   |   |           |
|  | 국가 신기록                  |  | 유럽 신기록       | DSQ             | 실격                 |   |           |
|  | 개인 최고 기록 (개인 신기록) |  | 오세아니아 신기록 | WD              | 기권                 |   |           |
|  | 시즌 최고 기록 (시즌 신기록) |  | 남아메리카 신기록 | NM              | 기록 없음            |   |           |